# Press Trust of India
Press Trust of India, PTI (гінді प्रेस ट्रस्ट ऑफ़् इंडिया) — найбільше інформаційне агентство в Індії із штаб-квартирою в Нью-Делі, Делі. Агентство виникло на основі офісів Associated Press і Reuters одразу після здобуття Індією незалежності. Це неприбуткова організація, в діяльності якої бере участь понад 450 газет і понад 2000 журналістів, що працюють у 150 офісах по всіх країні та в деяких великих містах за її межами (Банґкоку, Пекіні, Коломбо, Дубаї, Ісламабаді, Куала-Лумпурі, Москві, Вашингтоні та Нью-Йорку). Вона обмінюється інформацією з провідними інформаційними агентствами інших країн та постачає інформацію найбільшим індійським ЗМІ, зокрема The Times of India, Indian Express, Hindustan Times, All India Radio і Doordarshan.